# Зальм (княжество)

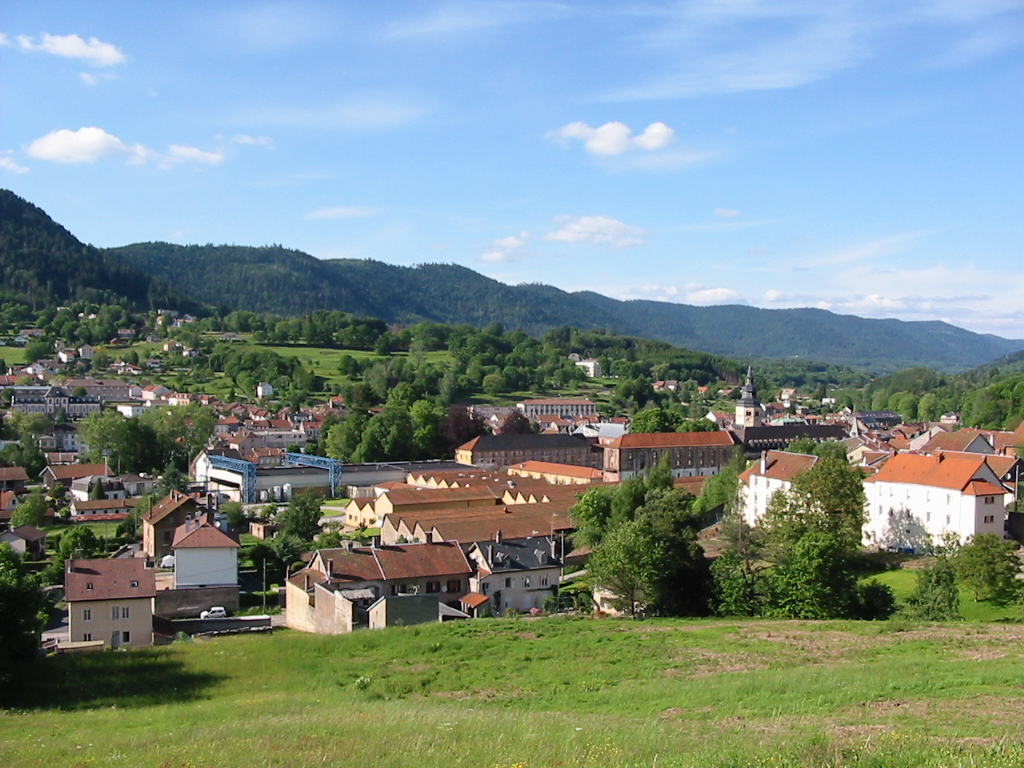
Вид города Сенон — некогда столицы Сальмов

Сальм-Сальм или Зальм-Зальм (нем. и фр. Salm-Salm) — графство (с 1739 г. княжество) Священной Римской империи, существовавшее на территории французских департаментов Рейн Нижний и Вогезы с 1574 по 1793 годы. Название образовано от замка, ныне разрушенного, рядом с местечком Ла-Брок по дороге из Эпиналя в Страсбург.
До присоединения Лотарингии к Франции (1751) существовало княжество Сальм-Сальм со столицей в Бадонвиллере. Затем правящая династия — Сальмы (Зальмы) — переехала в город Сенон. С началом Французской революции (1790) Сальмы, опасаясь дальнейшего распространения французских границ на восток, перебрались в вестфальские владения (замок Анхольт). Через три года Национальный конвент объявил Сальмское княжество частью Франции. Габсбурги, которые в то время покровительствовали Сальмам, вынужденно признали это решение по Люневильскому миру (1801).
Через год сальмская и кирбургская ветви дома Зальмов получили в своё распоряжение часть земель Мюнстерского князь-епископства, на которых возникло единое Сальмское княжество со столицей в Бохольте. Оно было медиатизовано в 1811 году.